# Camponotus molossus
Camponotus molossus é uma espécie de inseto do gênero Camponotus, pertencente à família Formicidae.